# Oichi
Oichi (お市?) o Oichi-no-kata (お市の方?) (1547–1583) fue una mujer, personalidad histórica durante el periodo Sengoku tardío en el Japón feudal. Es conocida principalmente por ser la madre de tres hijas que se casaron con personajes importantes – Yodo-dono, Ohatsu y Oeyo.

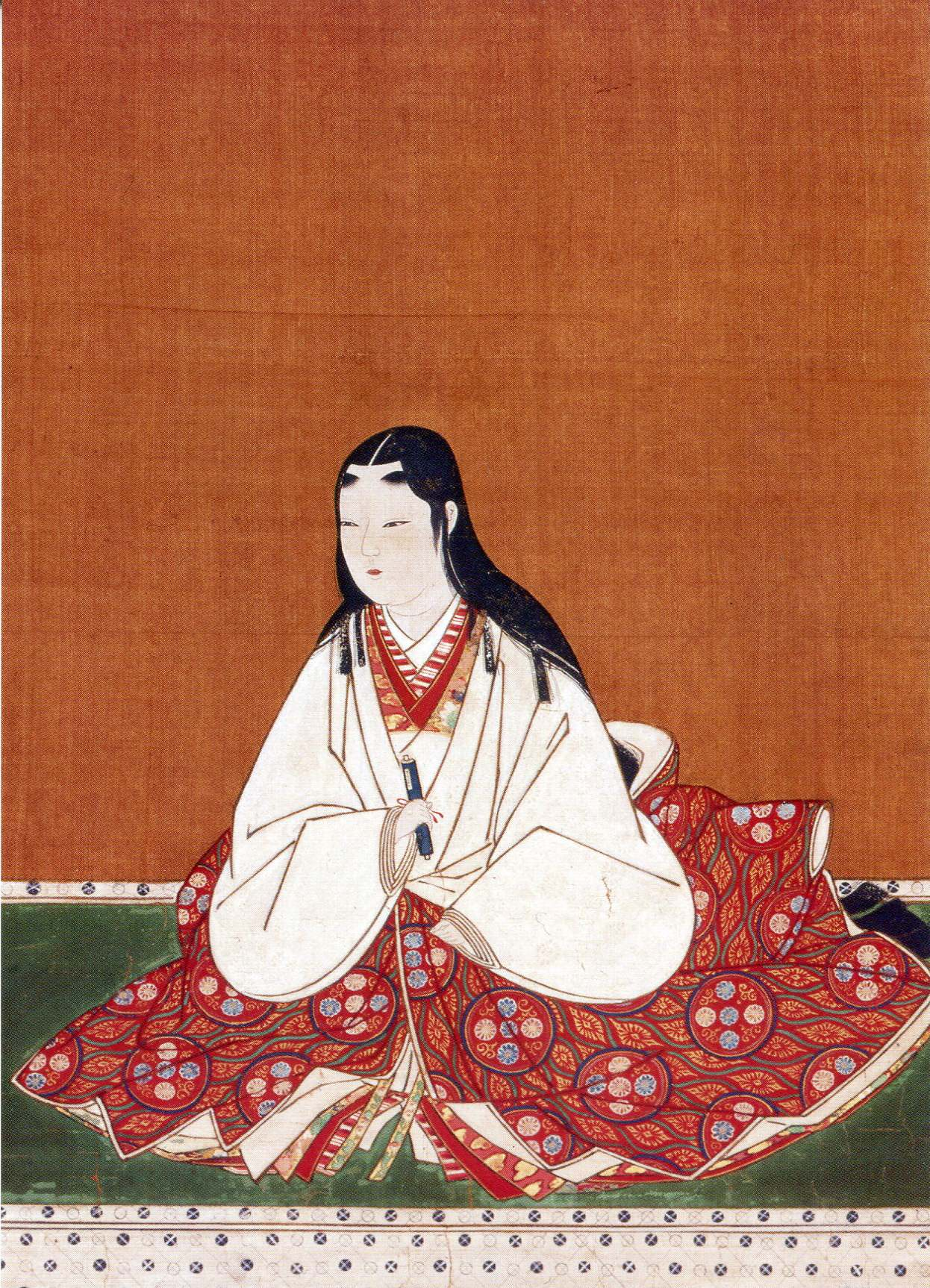
Oichi.

Oichi era la hermana menor de Oda Nobunaga y cuñada de Nōhime, la hija de Saitō Dōsan. Oichi era famosa por su belleza y su carácter resuelto. Era descendiente de los clanes Taira y Fujiwara.

## Vida como esposa y madre
Luego de la conquista por parte de Nobunaga de Mino en 1567, Nobunaga negoció para que Oichi, que contaba 20 años de edad, contrayera matrimonio con Nagamasa; el objetivo era ayudar a cimentar una alianza con su rival el señor de la guerra Azai Nagamasa. Este casamiento de significado claramente político, aseguraba la alianza entre los clanes Oda y Azai. Oichi le dio a Nagamasa un hijo (Manjumaru) y tres hijas – Yodo-dono, Ohatsu y Oeyo.
En el verano de 1570, Nagamasa traicionó su alianza con Nobunaga y fue a la guerra contra él junto con el clan Asakura. Un relato cuenta que Oichi envió a su hermano una bolsita de alubias atada en los dos extremos, lo que a primera vista parecía un amuleto de buena suerte en realidad era una advertencia que sería atacado por el frente y por la vanguardia por los clanes Asakura y Azai. Según este relato, Nobunaga comprendió el mensaje y se retiró a tiempo de la línea de asalto de su cuñado.
La lucha continuó durante tres años hasta que las fuerzas Asakura y otras fuerzas anti-Oda fueron destruidas o debilitadas. Oichi estuvo junto a su esposo en el Castillo Odani a lo largo de todo el conflicto, incluso después que Toyotomi Hideyoshi, un vasallo de Nobunaga, comenzó un sitio al castillo. Cuando Odani es rodeado, Nobunaga exige que su hermana le sea devuelta antes del ataque final. Nagamasa accedió, permitiendo que Oichi y sus tres hijas partieran. Nagamasa había perdido las esperanzas de poder ganar, y decidió cometer seppuku.
Oichi y sus hijas permanecieron al cuidado de la familia Oda durante la siguiente década. Luego que Nobunaga fue asesinado en 1582, sus hijos y vasallos se dividieron en dos facciones, lideradas por Katsuie y Hideyoshi los dos generales principales de Nobunaga. Nobutaka el tercer hijo de Nobunaga, estaba en el primero de estos grupos, y arregló el casamiento entre su tía viuda Oichi con Katsuie para asegurar su lealtad con el clan Oda. Sin embargo en 1583, Katsuie fue vencido por Hideyoshi en la batalla de Shizugatake, forzándolo a retirarse a su hogar en el Castillo Kitanosho. Mientras el ejército de Hideyoshi sitiaba el castillo, Katsuie le pidió a Oichi que escapara junto con sus hijas y buscara la protección de Hideyoshi. Oichi se negó, insistiendo en morir junto a su esposo luego que sus hijas fueron sacadas del castillo. La pareja murió mediante seppuku durante el incendio que consumió el castillo.

## Las hijas de Oichi

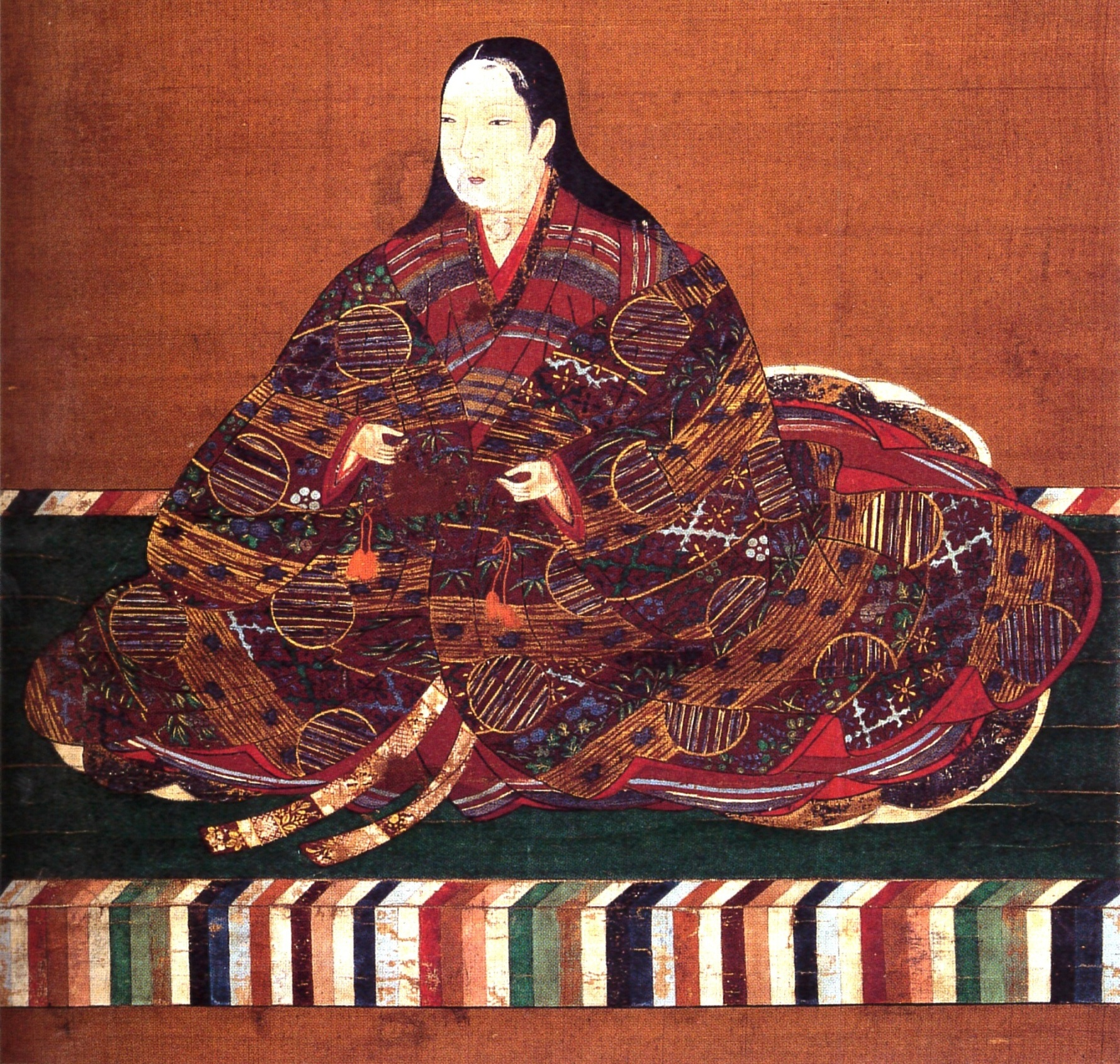
Yodo-dono.

Las tres hijas de Oichi se convirtieron en figuras históricas importantes por su propio peso.
Yodo-dono la mayor y más famosa, se convirtió en concubina de Hideyoshi, que había matado no solo a los padres de Yodo-dono sino también a su padrastro. Se la conoce por el nombre de Yodo-dono o Yodogimi (del Castillo Yodo, el cual le fue obsequiado por Hideyoshi), y le dio dos hijos, incluido su heredero Hideyori. Yodo-dono y Hideyori murieron en el Sitio de Osaka, la batalla final del Período Sengoku.

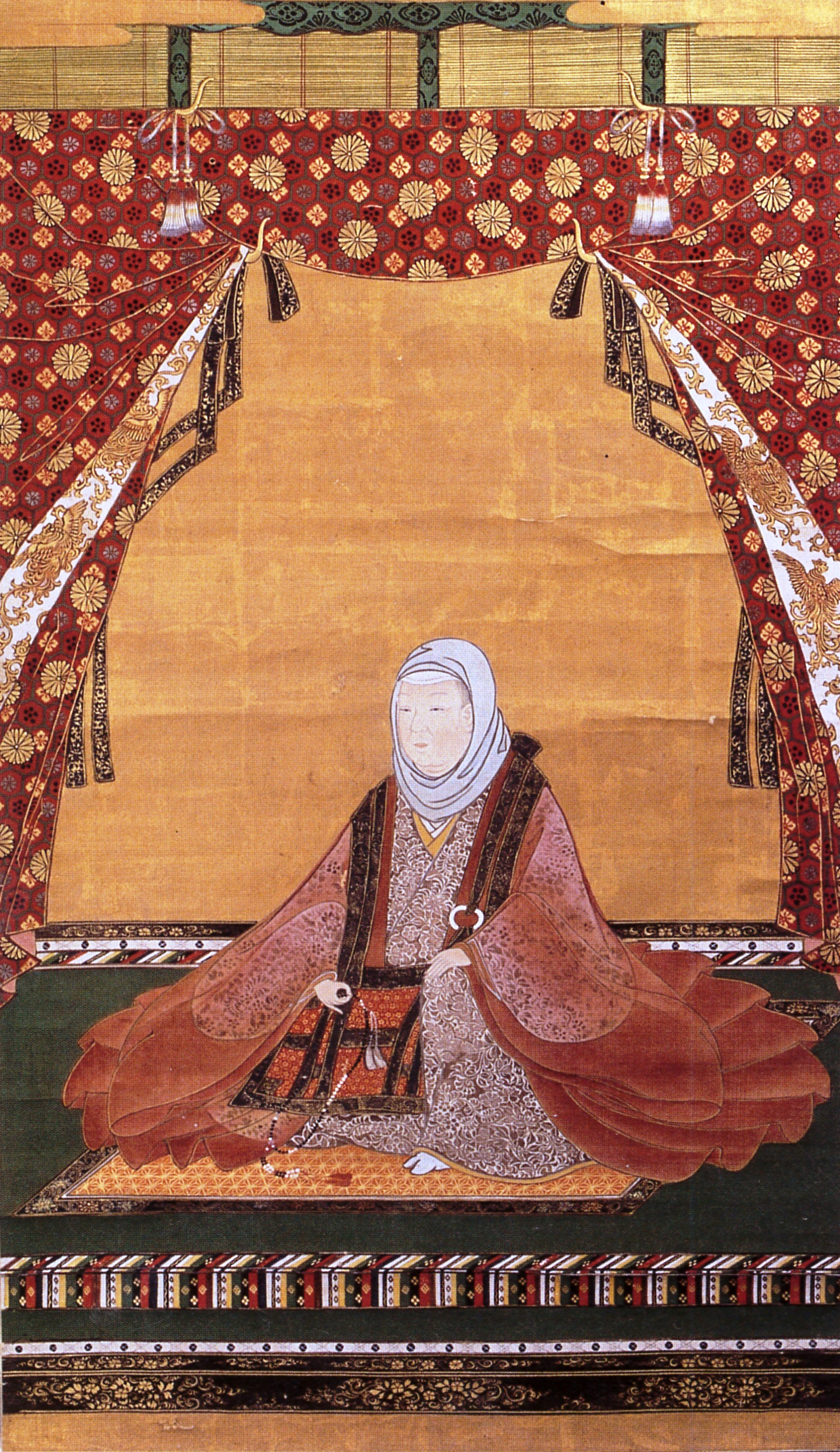
Ohatsu.

Ohatsu, la segunda se casó con Kyogoku Takatsugu, un hombre de una familia noble que alguna vez había sido servida por el clan Azai. El clan Kyogoku se colocó del lado de Ieyasu luego de la muerte de Hideyoshi, permitiéndole a ella servir de intermediaria entre Ieyasu y Yodo-dono. Trabajó en vano intentando poner fin a las hostilidades, y luego de la muerte de Yodo-dono y Hideyori, logró salvar a la hija de Hideyori y nieta de su hermana colocándola en un convento.
La menor, Oeyo (también llamada Ogō), se casó con Tokugawa Hidetada, el heredero de Ieyasu y el segundo Shogun Tokugawa. Tuvieron numerosos hijos, incluido el tercer Shogun Iemitsu, y Kazuko, consorte del Emperador Go-Mizunoo. Okiko, la hija de Kazuko se convirtió en la Emperatriz Meishō, con lo cual Oichi de forma póstuma pasó a ser abuela de un shogun y bisabuela de una emperatriz.

## Familia
- Padre: Oda Nobuhide (1510-1551)
- Madre: Tsuchida Gozen (f. 1594)
- Hermanos:
  - Oda Nobuhiro (f. 1574)
  - Oda Nobunaga (1534-1582)
  - Oda Nobuyuki (1536-1557)
  - Oda Nobukane (1548-1614)
  - Oda Nagamasu (1548-1622)
  - Oda Nobuharu (1549-1570)
  - Oda Nobutoki (f. 1556)
  - Oda Nobuoki
  - Oda Hidetaka (f. 1555)
  - Oda Hidenari
  - Oda Nobuteru
  - Oda Nagatoshi
  - Oda Nobumitsu

- Hermana:
  - Oinu

- Esposos:
  - Azai Nagamasa (1545-1573)
  - Shibata Katsuie (1522-1583)

- Hijos (con Nagamasa):
  - Cha-cha, o Yodo-dono (1569-1615)
  - Ohatsu (1570-1633)
  - Oeyo (1573-1626)
  - Manpukumaru